# Âme errante
Pour plus de détails, voir Fiche technique et Distribution.
Âme errante (titre original : Closed Gates) est un film américain réalisé par Phil Rosen et sorti en 1927.
Une copie du film est conservée aux Archives françaises du film au Fort de Bois-d'Arcy.

## Fiche technique
- Titre original : Closed Gates
- Réalisation : Phil Rosen
- Scénario : Frances Guihan d'après une histoire de Manfred Lee
- Photographie : Herbert Kirkpatrick
- Production : Sterling Productions
- Genre : Mélodrame[2]
- Durée : 65 minutes
- Date de sortie : 
  - États-Unis : 1er juin 1927

## Distribution
- John Harron : George Newell Jr.
- Jane Novak : Alice Winston
- Lucy Beaumont : Mary Newell
- Sidney De Grey : George Newell, Sr.
- LeRoy Mason : Harvey Newell
- Rosemary Cooper : Martha Roberts
- Ruth Handforth : Bridget
- Bud Jamison : Pat